# Popovice (Uherské Hradiště-i járás)
Popovice település Csehországban, a Uherské Hradiště-i járásban. Popovice Mistřice, Veletiny, Podolí, Hradčovice, Kněžpole és Uherské Hradiště településekkel határos. Lakosainak száma 1017 fő (2024. január 1.).

## Népesség
A település lakosságának változását az alábbi diagram mutatja:
| Lakosok száma | 626  | 715  | 1024 | 1107 | 1144 | 1070 | 1048 | 1027 | 998  | 1017 |
|               | 1869 | 1890 | 1921 | 1950 | 1980 | 2001 | 2017 | 2019 | 2022 | 2024 |